# Jess Stæhr
Jess Stæhr (født 1947 i København) er en dansk bassist og maler, som har medvirket i en lang række orkestre.
Jess Stæhr startede på klarinet i 1964 i jazz-orkesteret Ragamuffins Ragmen, skifter året efter til bas og danner R&B-gruppen Maniacs, som i 1967 vinder Københavnsmesterskabet i pop. Maniacs vinder en pladeindspilning hos EMI, "Who's Been Talkin'" og "300 Pounds Of Joy" på b-siden. Maniacs danner i 1968 sammen med Cy Nicklin det progressive danske band Day Of Phoenix, som indspiller "Tell Me"/"I Think It's Gonna Rain Today" på Sonet. De medvirker endvidere i den danske film Helle for Lykke, som de også skrev musikken til.
Efter et par afløserjob får Jess Stæhr i 1969 tilbud om at blive fast bassist i Burnin Red Ivanhoe, som de følgende år med stor succes turnerer i store dele af Europa. Jess Stæhr spiller bas på Burnin Red Ivanhoes plader frem til 1980, hvor "Shorts" blev udgivet, og på soundtracks til flere danske film, bl. a, Henning Carlsens Mennesker mødes og sød musik opstår i hjertet.
Da Burnin Red Ivanhoe i 1972 går i opløsning og Secret Oyster bliver dannet, bliver Jess Stæhr tilbudt jobbet som bassist. Secret Oyster indspiller flere LP'er her i blandt musikken til Flemming Flindts ballet, "Vidunderlige Kælling". Her godt 30 år senere er LP'erne blevet remasteret og genudgivet i bl.a. USA med meget fine anmeldelser. Secret Oyster turnerer i starten og midten af 70'erne over det meste af Europa. De turnerer sammen med store internationale bands som Captain Beefheart i 1975 og Herbie Hancocks orkester i 1977.
Jess Stæhr spiller i Teatergruppen Solvognens orkester i stykket "Soldaterkammerater" på Christiania og bliver samme år spurgt, om han vil medvirke i Kim Larsens band Starfuckers. I 1977 indspiller Starfuckers den legendariske "Vogt dem for efterligninger" på Ryslinge Kro. LP'en får en guldplade. Da Stig Møller i 1978 indspiller sin plade "Til Dig" er det med samme besætning, Kim Larsen som producer, korsanger og guitarist, Jess Stæhr på bas og Ken Gudman på trommer.
Jess Stæhr er i mellemtiden flyttet til Nordjylland og lægger sine kræfter der, men når at turnere i Skandinavien og indspille plader med Tommy Bas Band og Lone Kellerman Band, "Fod Under Eget Bord", 1981.
I 80'erne spiller Jess Stæhr bas i Aalborgbands som Chili, Champions, Rock-maskinen, Malthe & Co., Treoén, Colours of Blue og Lili Band, hvor rytmegruppen i de fleste af disse bands består af Jess Stæhr og trommeslageren, Michael Friis.
I 1987 kommer Jess Stæhr igen til at spille sammen med Michael Friis, da han bliver kontaktet af Johnny Madsen, der beder ham indtræde i sit band. Jess Stæhr er med på Johnny Madsen Band's gennembrud "Udenfor Sæsonen", 1988 og "Nattegn",1989 og turnerer med Johnny Madsen Band frem til 1992, hvor han udtræder.
Op gennem 90'erne spiller Jess Stæhr i Dolly Blue, Strawberry Fields og Nordfolk. Fra omkring år 2000 koncentrerer Jess Stæhr sig om maleriet og udstiller i hele landet. Danner i 2010 med trommeslageren Michael Friis, Michael Sprøgel (guitar) og Mikael Toldbod (vokal) bandet Monky Funks.